# Österländsk filosofi

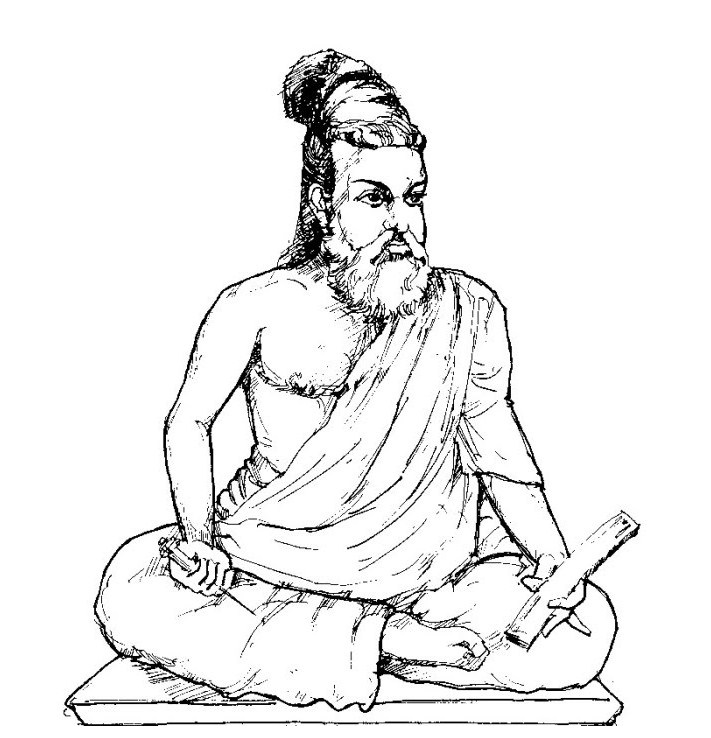
En forntida bild av Valluvar

Österländsk filosofi är ett samlingsnamn på en stor mängd filosofiska skolor. Ofta syftar det på äldre filosofi från Indien, Kina och Japan, men det kan också syfta betydligt bredare och inkludera exempelvis zoroastrisk filosofi och muslimsk filosofi. Begreppet kan ses som en orientalistisk motsvarighet till begreppet "västerländsk filosofi".
Indisk filosofi syftar på forntida indisk filosofisk tradition (sanskrit: dárśana; 'undervisning').